# Piller Straße
De Piller Straße (L17) is een 15,77 kilometer lange Landesstraße (lokale weg) in de districten Imst en Landeck in de Oostenrijkse deelstaat Tirol. De weg begint in Wenns bij de Pitztalstraße (L16) in het Pitztal. Vandaar vervolgt de weg het verloop van het riviertje de Pillerbach naar het dorpje Piller (gem. Fließ) op 1353 meter hoogte. Van daar gaat het nog verder omhoog naar de 1559 meter hoge pas Pillerhöhe. Hier komt de Gacher-Blick-Straße op de Piller Straße uit. Vanaf de Pillerhöhe gaat het via vele haardspelbochten richting Fließ in het Oberes Gericht. Het beheer van het eerste deel van de straat valt onder de Straßenmeisterei Imst, het andere deel wordt beheerd door de Straßenmeisterei Ried im Oberinntal., Het deel van de weg in het district Landeck is in beide richtingen verboden toegang voor autobussen langer dan twaalf meter.

## Geschiedenis
De Piller Straße wordt sinds het Tiroler Straßengesetz van 1989 als Landesstraße L17 aangeduid. De weg is met name aangelegd voor het toeristenverkeer en voor ontsluiting van het Kaunertal dan wel het Pitztal via het dorpje Piller. Toen besloten werd de weg te vernieuwen, bleek het oude traject door het dorpshart van Fließ te smal en te steil voor uitbreiding van de verkeersweg. De Tiroler deelstaatregering besloot op 24 november 1998 tot het creëren van een nieuw traject. Het eerste deel tussen Fließ en Greatlern kwam in oktober 2002 gereed. Het tweede deel, van Greatlern naar het bestaande traject van de Piller Straße volgde op 1 juli 2005. Over dit traject heeft de weg een rijbaan van 4,5 meter breed, met een breedte tot 7,5 meter in de bochten.